# Alfredo Lagarrigue Rengifo
Alfredo Lagarrigue Rengifo (Santiago, 15 de junio de 1891-Ibíd, 1974) fue un ingeniero civil, académico y político chileno, que se desempeñó como ministro de Hacienda de su país, durante la llamada «República Socialista de Chile», presidida por Carlos Dávila Espinoza.

## Familia y estudios
Nació en Santiago de Chile el 15 de junio de 1891, hijo del ingeniero geógrafo y agricultor Luis Lagarrigue Alessandri y de Javiera Rengifo Rengifo. Realizó sus estudios primarios y secundarios en el Instituto de Humanidades Luis Campino. Continuó los superiores en la Pontificia Universidad Católica (PUC), titulándose como ingeniero civil en 1920.
Se casó con María Adriana Montt Santos, con quien tuvo dos hijos, Jorge y María Adriana. Sus nietos, producto de su militancia socialista, fueron perseguidos durante la dictadura militar del general Augusto Pinochet (1973-1990).

## Carrera profesional
Realizó destacadas obras públicas de agua potable en Laguna Negra y en la planta hidroeléctrica de Maitenes. Luego, fue actuario de la Caja de Crédito Hipotecario y consejero de la Corporación de Transporte, y más adelante, consejero de la Corporación de Ventas de Salitre y Yodo y del Banco Central, así como también, consejero y gerente técnico de la Empresa Nacional de Transportes.
Por otra parte, ejerció como profesor de mecánica racional y cálculo infinitésimal en la Universidad de Chile y profesor en la Escuela de Ingeniería de la Universidad Católica de Chile.
Integró la Asociación Científica de Bruselas.

## Carrera política
En 1931, fue uno de los miembros fundadores del partido Nueva Acción Pública (NAP), precursor del Partido Socialista de Chile (PS); que también integraría a partir de su creación en 1933.
El 5 de junio de 1932, fue nombrado por el presidente de la Junta de Gobierno, Arturo Puga Osorio como titular Ministerio de Hacienda, puesto que ocupó hasta el final de la administración provisional de este, el 16 de junio de ese año. En el ejercicio de ese cargo, elaboró el denominado «Programa de acción económica inmediata de la República Socialista».
Falleció en Santiago en 1974.